# New Eltham
New Eltham is een wijk in het zuidoosten van Groot-Londen, deels gelegen in de Royal Borough of Greenwich, deels in de Borough of Bexley.
Het gebied waar thans New Eltham ligt, behoorde aanvankelijk tot de parish Eltham in het graafschap Kent. In 1889 werd het overgeheveld naar het graafschap Londen. Vanaf 1900 was het onderdeel van de Metropolitan Borough of Woolwich, die in 1965 opging in de London Borough of Greenwich (thans Royal Borough of Greenwich).
In 1878 werd hier een spoorlijn aangelegd. Aanvankelijk heette het station Eltham Pope Street, vanaf 1886 Station New Eltham genoemd. Ten zuiden van dit station ontstond de huidige wijk New Eltham, die met Coldharbour tevens een ward (lokaal kiesdistrict) vormt.
Het kruispunt bij het spoorwegstation fungeert als het centrum van de wijk. Hier bevinden zich het postkantoor, de bibliotheek en diverse winkels en eetgelegenheden.
Nabije wijken zijn Chislehurst, Eltham, Mottingham, Sidcup en Longlands.

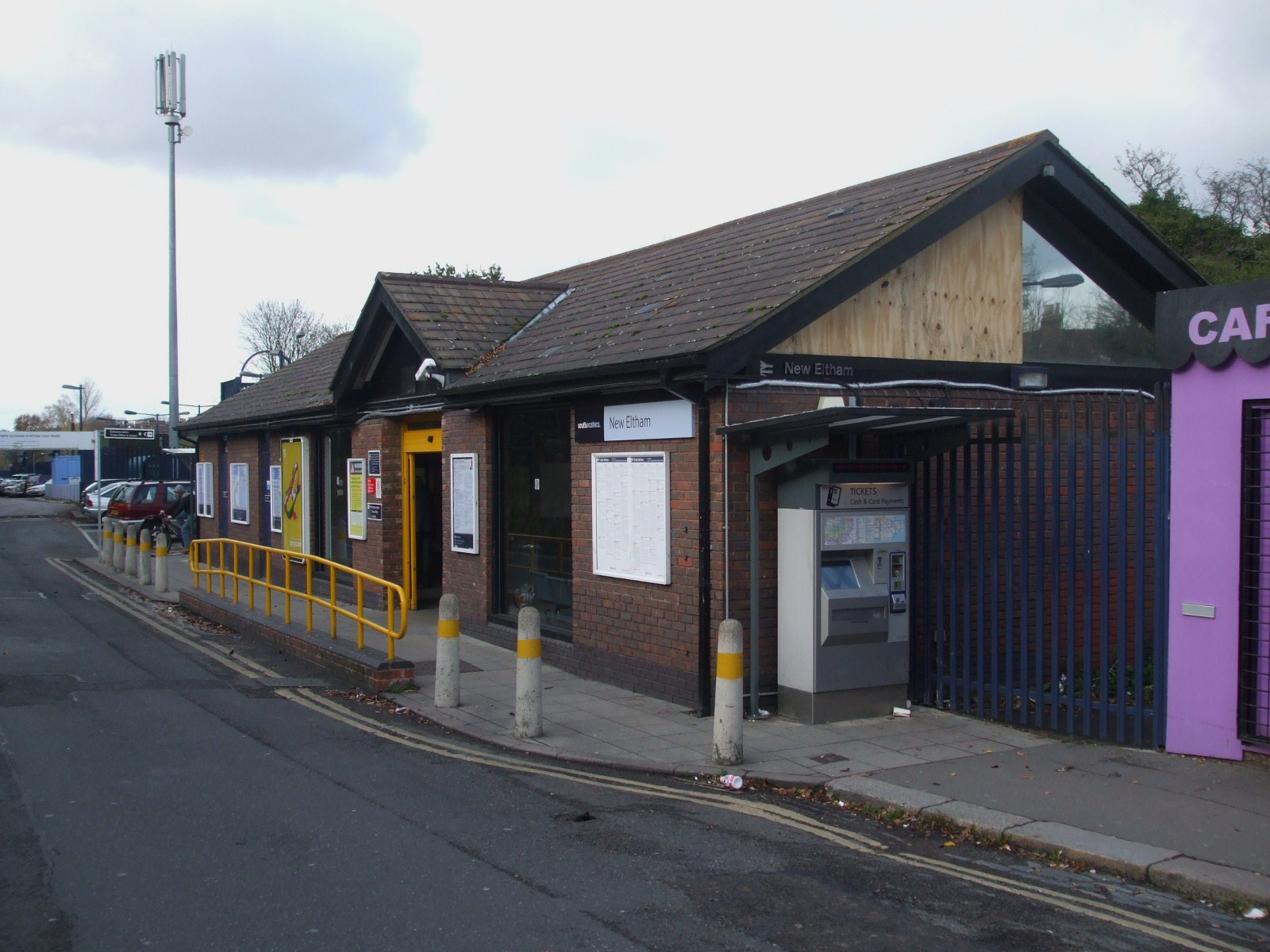
Stationsgebouw
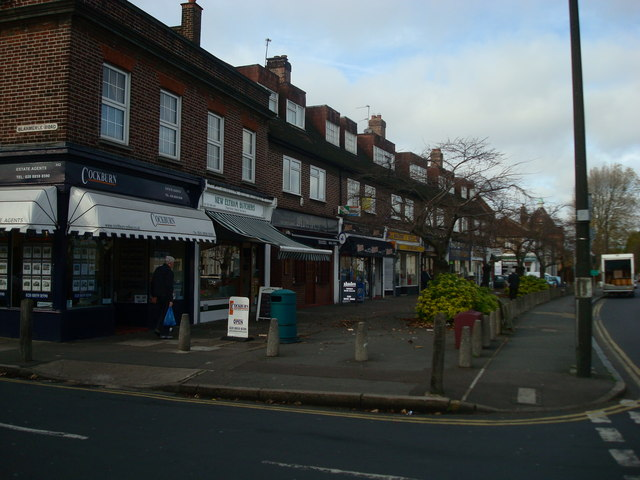
Footscray Road
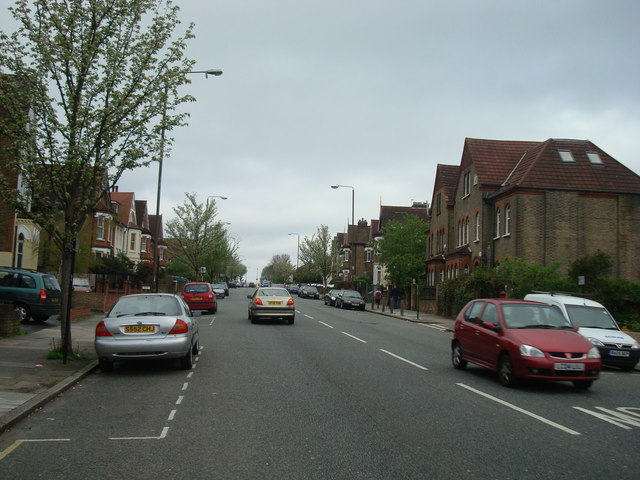
Southwood Road